# آمادگاه آبیک
آمادگاه آبیک یک منطقهٔ مسکونی در ایران است که در دهستان زیاران واقع شده‌است. براساس سرشماری مرکز آمار ایران در سال ۱۳۹۵، آمادگاه آبیک ۲٬۱۰۵ نفر جمعیت دارد.